# Fernando Gómez García
Fernando Gómez García, llamado El Gallo (Gelves, Sevilla, 18 de agosto de 1847-2 de agosto de 1897), fue un torero español.

## Biografía
Considerado como el patriarca de la dinastía de los Gallo a la que pertenecerían sus hijos Rafael Gómez "El Gallo" (Gallito I), Fernando "Gallito chico" (Gallito II), y José Gómez "Gallito III" (más tarde "Joselito").
Comenzó participando en capeas en Aznalcóllar, La Algaba, Sanlúcar la Mayor y Rociana del Condado. En esta última localidad toreó un astado grande y peligroso que le granjeó fama y algún dinero. En 1868 actuó en diversas novilladas y, en 1869, toreó como matador en Sevilla aunque, inicialmente, acudía como banderillero. Entonces se anunciaba como Gallito Chico, debido a que el apodo Gallo le correspondía a su hermano José, debido a su valentía. Tomó la alternativa en Sevilla, el 16 de abril de 1876 de manos de Bocanegra y Chicorro, pero debido a su mala actuación volvió a torear novillos. Finalmente, tomó la alternativa en Sevilla el 7 de octubre de 1877, apadrinándolo José Giráldez "Jaqueta".
La confirmó en Madrid el 4 de abril de 1880 de manos de Currito, con toros de Vicente Martínez.
Se le tiene como a uno de los primeros toreros con su propio sello artístico, se le atribuye el invento del célebre quiebro de rodillas dado a toro levantado. Torero fino, de mucho repertorio y grandes conocimientos.
El célebre torero Rafael Guerra "Guerrita" estuvo en su cuadrilla. También se inició con él y recibió la alternativa de su mano Antonio Arana.
Se casó con la bailaora Gabriela Ortega.
Su padre tenía una fábrica de petacas.
El pasodoble "Gallito" está dedicado a su hijo Rafael Gómez Ortega.